# Desdémona
Desdémona es un personaje de la tragedia Otelo, escrita por William Shakespeare aproximadamente en 1603.[cita requerida]

## Trama de la obra
Casada con el moro Otelo, lo acompaña a Chipre, donde aquel debe dirigir el ejército veneciano contra los turcos. Se destaca por su juventud y belleza. Buscando venganza por considerar que le corresponde un grado militar mayor, Yago convence a Otelo de que Desdémona lo engaña con Casio. Creyendo la palabra de Yago, Otelo asesina a su esposa, y cuando descubre su error se suicida.